# Jürgen Maehder
 (janvier 2021).
La mise en forme du texte ne suit pas les recommandations de Wikipédia : il faut le « wikifier ».
Les points d'amélioration suivants sont les cas les plus fréquents :
- Les titres sont pré-formatés par le logiciel. Ils ne sont ni en capitales, ni en gras.
- Le texte ne doit pas être écrit en capitales (les noms de famille non plus), ni en gras, ni en italique, ni en « petit »…
- Le gras n'est utilisé que pour surligner le titre de l'article dans l'introduction, une seule fois.
- L'italique est rarement utilisé : mots en langue étrangère, titres d'œuvres, noms de bateaux, etc.
- Les citations ne sont pas en italique mais en corps de texte normal. Elles sont entourées par des guillemets français : « et ».
- Les listes à puces sont à éviter, des paragraphes rédigés étant largement préférés. Les tableaux sont à réserver à la présentation de données structurées (résultats, etc.).
- Les appels de note de bas de page (petits chiffres en exposant, introduits par l'outil «  Source ») sont à placer entre la fin de phrase et le point final[comme ça].
- Les liens internes (vers d'autres articles de Wikipédia) sont à choisir avec parcimonie. Créez des liens vers des articles approfondissant le sujet. Les termes génériques sans rapport avec le sujet sont à éviter, ainsi que les répétitions de liens vers un même terme.
- Les liens externes sont à placer uniquement dans une section « Liens externes », à la fin de l'article. Ces liens sont à choisir avec parcimonie suivant les règles définies. Si un lien sert de source à l'article, son insertion dans le texte est à faire par les notes de bas de page.
- La présentation des références doit suivre les conventions bibliographiques. Il est recommandé d'utiliser les modèles {{Ouvrage}}, {{Chapitre}}, {{Article}}, {{Lien web}} et/ou {{Bibliographie}}. Le mode d'édition visuel peut mettre en forme automatiquement les références.
- Insérer une infobox (cadre d'informations à droite) n'est pas obligatoire pour parachever la mise en page.

Pour une aide détaillée, merci de consulter Aide:Wikification.
Si vous pensez que ces points ont été résolus, vous pouvez retirer ce bandeau et améliorer la mise en forme d'un autre article.
Jürgen Maehder, né le 22 mars 1950 à Duisbourg, est un musicologue et metteur en scène lyrique allemand.

## Biographie
Jürgen Maehder a étudié musicologie, composition, philosophie, histoire du théâtre et mise en scène lyrique à Munich et Berne. Il a obtenu son doctorat en 1977 à l'Université de Berne avec la dissertation Klangfarbe als Bauelement des musikalischen Satzes – Zur Kritik des Instrumentationsbegriffes («Le timbre comme élément de la structure musicale – Critique du concept d'instrumentation»).
Par la suite, Maehder a travaillé comme assistant à l’ Institut historique allemand à Rome et comme assistant scientifique de Stefan Kunze (de) à l’Université de Berne. Il a été professeur de musicologie à la University of North Texas (Denton / TX) et à la Cornell University (Ithaca / NY). De mai 1989 à septembre 2014, il a succédé à Klaus Kropfinger en tant que professeur de musicologie à la Freie Universität Berlin. Maehder a fondé le Centre de recherche Puccini à Berlin en 1989. En 1990, il a contribué à la création du Fondo Leoncavallo à la Biblioteca Cantonale di Locarno (Tessin). Après sa retraite de Berlin et jusqu’à 2020, il a enseigné la musicologie et l’histoire du livret d’opéra à l’Università della Svizzera Italiana à Lugano/Tessin. Maehder a été professeur invité en musicologie à la University of Maryland, College Park (1992), à la University of North Texas à Denton / TX (1998) et à la University of Hawai'i at Mānoa (2008). Souvent il a enseigné comme professeur invité dans la République de Chine/Taiwan. Il travaille avec le Festival de Salzbourg et effectue des recherches dans la République de Chine/Taiwan. En 2018, il a été élu membre du P.E.N.-Zentrum deutschsprachiger Autoren im Ausland (Centre P.E.N. pour les auteurs germanophones à l'étranger).

## Régie théâtrale
Depuis 1973, il s’est consacré à la mise en scène lyrique, d'abord en tant que metteur en scène adjoint au Opéra d’État de Hambourg et l’Opéra d’État de Bavière à Munich, plus tard principalement en Italie en tant que collaborateur des productions d’opéra de Sylvano Bussotti. Depuis les années 1970, il a écrit de nombreux essais musicologiques pour les programmes d'importants théâtres d'opéra, d'abord pour le Bayerische Staatsoper de Munich et le Festival de Bayreuth, puis depuis les années 1980 pour l’Théâtre National de l’Opéra de Paris et l’Opéra National du Rhin/Strasbourg, le Teatro alla Scala / Milan, le Teatro La Fenice / Venezia, le Wiener Staatsoper et l’Opéra d'État de Berlin. Depuis 1992, de nombreux essais ont été écrits pour les programmes de salle du Festival de Salzbourg. En février 1996, il a dirigé une production de Rigoletto par Giuseppe Verdi au Hawai'i Opera Theatre à Honolulu/Hawai’i (création le 9 février 1996).

## Musicologie
Les publications de Maehder portent principalement sur histoire de l'opéra des XIXe et XXe siècles en Italie, en France et en Allemagne, sur le  livret d’opéra des XVIIIe   au   XXe siècles, sur l’histoire de la mise en scène dans le théâtre musical, aux compositeurs d'opéra italiens du XIXe siècle (y compris notamment Giacomo Puccini et Ruggero Leoncavallo), sur l'histoire de l’instrumentation et du timbre musical, ainsi que sur la philosophie de la musique et l’esthétique musicale. Maehder a découvert en 1978 le final original, préparé par Franco Alfano sur la base ses croquis de Puccini, pour  Turandot; sa version a été jouée dans divers opéras du monde entier depuis 1983. Depuis 1994 Maehder publie la collection Perspektiven der Opernforschung («Perspectives de la recherche sur l’opera») en collaboration avec Thomas Betzwieser. Depuis 1998 il a publié de nombreuses monographies en chinois écrites en collaboration avec sa femme, la musicologue taiwanaise Kii-Ming Lo (en).

### Livres
- 1977 Klangfarbe als Bauelement des musikalischen Satzes – Zur Kritik des Instrumentationsbegriffes, Dissertation, Bern 1977.
- 1983 Turandot (en collaboration avec Sylvano Bussotti), Pisa (Giardini) 1983.
- 1985 Esotismo e colore locale nell’opera di Puccini. Atti del Io Convegno Internazionale sull'opera di Puccini a Torre del Lago 1983, éd. Jürgen Maehder, Pisa (Giardini) 1985.
- 1993 Ruggero Leoncavallo nel suo tempo, Atti del I° Convegno Internazionale di Studi su Leoncavallo a Locarno 1991, édd. Jürgen Maehder/Lorenza Guiot, Milano (Sonzogno) 1993.
- 1994 Zwischen Opera buffa und Melodramma. Italienische Oper im 18. und 19. Jahrhundert, »Perspektiven der Opernforschung I«, édd. Jürgen Maehder/Jürg Stenzl, Frankfurt/Bern/New York (Peter Lang) 1994.
- 1995 Letteratura, musica e teatro al tempo di Ruggero Leoncavallo. Atti del II° Convegno Internazionale di Studi su Leoncavallo a Locarno 1993, édd. Lorenza Guiot/Jürgen Maehder, Milano (Sonzogno) 1995.
- 1998 Nazionalismo e cosmopolitismo nell'opera tra ’800 e ’900. Atti del III° Convegno Internazionale di Studi su Leoncavallo a Locarno 1995, édd. Lorenza Guiot/Jürgen Maehder, Milano (Sonzogno) 1998.
- 1998 Puccini’s »Turandot« – Tong hua, xi ju, ge ju, Taipei (Gao Tan Publishing Co.) 1998 (en collaboration avec Kii-Ming Lo),  (ISBN 957-98196-1-0).
- 2003 Puccini's »Turandot«,  Guilin (Guanxi Normal University Press) 2003 (en collaboration avec Kii-Ming Lo).
- 2003 Ai zhi si – Wagner's »Tristan und Isolde« [Liebestod ─ »Tristan und Isolde« de Richard Wagner], Taipei (Gao Tan Publishing Co.) 2003 (en collaboration avec Kii-Ming Lo),  (ISBN 957-0443-79-0).
- 2004 Turandot de tui bian [Les Transformations de »Turandot«], Taipei (Gao Tan Publishing Co.) 2004 (en collaboration avec Kii-Ming Lo),  (ISBN 986-7542-50-9).
- 2005 Tendenze della musica teatrale italiana all'inizio del Novecento. Atti del IV° Convegno Internazionale di Studi su Leoncavallo a Locarno 1998, édd. Lorenza Guiot/Jürgen Maehder, Milano (Sonzogno) 2005.
- 2006 »Duo mei a! Jin wan de gong zhu!« – Li cha shi te lao si de »Sha le mei« [»Comment la princesse est belle cette nuit!« – »Salome« de Richard Strauss], Taipei (Gao Tan Publishing Co.) 2006 (en collaboration avec Kii-Ming Lo),  (ISBN 986-7101-16-2).
- 2006 Hua ge na – Zhi huan – Bai lu te, [Wagner – »Der Ring des Nibelungen« – Bayreuth], Taipei (Gao Tan Publishing Co.) 2006 (en collaboration avec Kii-Ming Lo),  (ISBN 978-986-7101-33-4).
- 2010 Shao nian mo hao ─ Ma le de shi yi chuan yuan [= »Des Knaben Wunderhorn« ─ La source poétique de Gustav Mahler], Taipei (Gao Tan Publishing Co.) 2010 (en collaboration avec Kii-Ming Lo),  (ISBN 978-986-6271-17-5).
- 2011 »Da di zhi ge« ─ Ma le de ren shi xin shen [= »Das Lied von der Erde« ─ La synthèse de la Weltanschauung de Gustav Mahler], Taipei (Gao Tan Publishing Co.) 2011 (en collaboration avec Kii-Ming Lo),  (ISBN 978-986-6620-44-7).
- 2014 Ai zhi si ─ Wagner's »Tristan und Isolde« [Liebestod ─ »Tristan und Isolde« de Richard Wagner], Taipei (Gao Tan Publishing Co.) 2014 (en collaboration avec Kii-Ming Lo),  (ISBN 978-986-6620-50-8).
- 2015 Gaspare Spontini und die Oper im Zeitalter Napoléons, édd. par Detlef Altenburg, Arnold Jacobshagen, Arne Langer, Jürgen Maehder et Saskia Maria Woyke, Sinzig (Studio-Punkt-Verlag) 2015,  (ISBN 978-3-89564-150-3).
- 2017 Hua ge na yen jiou: Shen hua, Shi wen, Yue pu, Wu tai [Richard Wagner: Mythe, poème, partition, scène], Taipei (Gao Tan Publishing Co.) 2017 (en collaboration avec Kii-Ming Lo),  (ISBN 978-986-94383-4-6).

### Articles musicologiques en français
- 1982 Notes à propos de quelques problèmes structurels de l'opéra litteraire, programme de salle (Aribert Reimann, Lear) pour le Théâtre National de l'Opéra de Paris, Palais Garnier, Paris (TNOP) 1982, sans pagination.
- 1984 »Tannhäuser« entre Grand Opéra et opéra romantique allemand, programme de salle pour le Théâtre National de l'Opéra de Paris, Palais Garnier, Paris (TNOP) 1984, p. 20-23.
- 1985 Essai sur quelques problèmes structurels de la partition de »Tristan et Isolde«, programme de salle pour le Théâtre National de l'Opéra de Paris, Palais Garnier, Paris (TNOP) 1985, p. 24-27.
- 1985 »Robert le Diable« ─ Étude sur la genèse du grand opéra français, programme de salle pour le Théâtre National de l'Opéra de Paris, Palais Garnier, Paris (TNOP) 1985, p. 22-27.
- 1986 »La Bohème« de Puccini et celle de Leoncavallo comme miroirs d'une realité parisienne, programme de salle pour le Théâtre National de l'Opéra de Paris, Palais Garnier, Paris (TNOP) 1986, p. 22-25.
- 1992 Salomé et les débuts de l'opéra littéraire en Allemagne, programm de salle pour le Théâtre Royal de la Monnaie, Bruxelles (TRM) 1992, p. 29 37.
- 1996 Timbre et orchestration dans les dernières œuvres de Leoš Janáček, programme de salle pour De la maison des morts à l'Opéra du Rhin, Strasbourg (OR) 1996, p. 24-41.
- 1996 Réflexions sur l'esthétique du son orchestral dans »Le chevalier à la rose«, programme de salle pour l'Opéra du Rhin, Strasbourg (OR) 1996, p. 67-81.
- 1997 Un »opéra-mystère« à l'aube de la musique contemporaine: »A Kékszakállú Herceg Vára«, programme de salle pour l'Opéra National du Rhin, Strasbourg (OR) 1997, p. 97-111.
- 1997 Verdi et le Grand Opéra ─ »Don Carlos« entre Friedrich Schiller et la »grande boutique«, programme de salle pour l'Opéra National du Rhin, Strasbourg (OR) 1997, p. 84-102.
- 1997 Les débuts de l'opéra littéraire en Allemagne, programme de salle pour la mise en scène de Salome par Luc Bondy au Théâtre du Châtelet, Paris (Théâtre du Châtelet) 1997, p. 39-44.
- 1997 Images de Paris. L'adaptation du roman d'Henry Murger pour la scène lyrique: les »Bohème« de Puccini et de Leoncavallo, programme de salle pour l'Opéra National du Rhin, Strasbourg (TNOR) 1997, p. 20-65.
- 1998 Étude sur le théâtre musical d'Aribert Reimann ─ de »Lear« à »La sonate des spectres«, programme de salle pour l'Opéra National du Rhin, Strasbourg (TNOR) 1998, p. 27-45.
- 1999 La dramaturgie des timbres dans le »Freischütz« de Weber, programme de salle pour l'Opéra National du Rhin, Strasbourg (TNOR) 1999, p. 31-51.
- 1999 La synthèse artificielle des genres dans l'»Ariadne auf Naxos« de Richard Strauss, programme de salle pour l'Opéra National du Rhin, Strasbourg (TNOR) 1999, p. 38-55.
- 2000 Un habit sonore pour la nuit. La construction des timbres dans »Tristan und Isolde« de Richard Wagner, programme de salle pour l'Opéra National du Rhin, Strasbourg (TNOR) 2000, p. 47-72.
- 2000 »À la recherche d'un Pelléas«. À propos de l'esthétique musicale et dramatique de Claude Debussy, programme de salle pour l'Opéra National du Rhin, Strasbourg (TNOR) 2000, p. 26-47.
- 2001 »Le vaisseau fantôme«, un opéra romantique allemand nourri de Grand Opéra, programme de salle pour l'Opéra National du Rhin, Strasbourg (TNOR) 2001, p. 26-41.
- 2001 Le culte de la décadence dans »Bruges-la-Morte« de Georges Rodenbach et dans »Die tote Stadt« de Erich Wolfgang Korngold, programme de salle pour l'Opéra National du Rhin, Strasbourg (TNOR) 2001, p. 31-47.
- 2001 Philologie d'un cas musical extrème: »Turandot«. Réflexion sur le caractère fragmentaire de la partition, programme de salle pour l'Opéra National du Rhin, Strasbourg (TNOR) 2001, p. 21-40.
- 2002 Réflections sur la dramaturgie musicale et sur l'écriture orchestrale, programme de salle (Richard Strauss, Elektra) pour l'Opéra National du Rhin, Strasbourg (TNOR) 2002, p. 42-62.
- 2003 Souvenirs nostalgiques de la monarchie danubienne, in: programme de salle (Richard Strauss, Arabella) pour l'Opéra National du Rhin, Strasbourg (TNOR) 2003, p. 35-50.
- 2004 »L'Africaine« de Giacomo Meyerbeer ─ Étude sur l'orientalisme au Grand Opéra, programme de salle pour l'Opéra National du Rhin, Strasbourg (TNOR) 2004, p. 29-43; 52-55.
- 2012 Olivier Messiaen au seuil de la musique sérielle ─ ordre numérique et création, in: Carlo Ossola (ed.), Création, Renaissance, ordre du monde, Torino (Nino Aragno Editore) 2012, p. 191-202.
- 2015 Aribert Reimann et Paul Celan. La mise en musique de la poésie hermétique dans le lied allemand contemporain, in: Antoine Bonnet/Frédéric Marteau (edd.), Paul Celan, la poésie, la musique. »Avec une clé changeante«, Paris (Hermann) 2015, p. 351-372.
- 2017 »Francesca da Rimini« de Riccardo Zandonai: un opéra littéraire fin de siècle, programme de salle, Strasbourg (Théâtre Nationale de l'Opéra du Rhin) 2017, p. 19-25.